# Oliver Knussen
Oliver Knussen (Glasgow, Escocia; 12 de junio de 1952-9 de julio de 2018) fue un compositor y director de orquesta británico. 

## Biografía
Nacido en Glasgow, Knussen pasó su infancia en Londres, donde su padre, Stuart Knussen, fue durante muchos años contrabajo principal de la London Symphony Orchestra (LSO). Comenzó a componer aproximadamente a la edad de seis años. Asistió a la «Purcell School» y estudió composición con John Lambert, entre 1963 y 1969, y más tarde recibió el aliento de Benjamin Britten. Gracias a un programa de la ITV acerca del trabajo de su padre con la LSO, consiguió el encargo para componer su First Symphony (1966-67). Con 15 años, el 7 de abril de 1968, Knussen debutó en la dirección de orquesta para estrenar la sinfonía en el «Royal Festival Hall» de Londres, después de que István Kertész cayera enfermo, al frente de la orquesta de su padre, la LSO. Después de aquel debut, Daniel Barenboim le pidió dirigir los dos primeros movimientos en el Carnegie Hall de Nueva York, una semana más tarde. En esta obra y en su siguiente Concerto for Orchestra («Concierto para Orquesta», 1968-70), Knussen demuestra no solo haber asimilado rápidamente, y con fluidez, las influencias de compositores modernistas como Britten y Berg y de los sinfonistas americanos de mediados de siglo, sino también un inusual talento para el ritmo y la orquestación. Ya en su Second Symphony (1970-71), en palabras de Julian Anderson, "la personalidad compositiva de Knussen apareció repentinamente, completamente formada".
En 1970, consiguió la primera de tres becas para ir al curso de verano de Tanglewood (Massachusetts) —Knussen, más adelante, llegaría a ser Jefe de Actividades de Música Contemporánea en Tanglewood entre 1986 y 1998—, donde estudió con Gunther Schuller, y durante los siguientes años dividió su tiempo entre Inglaterra y Boston, donde siguió estudiando con Schuller, hasta que en 1975 regresó al Reino Unido. En 1972 se casó con Sue Freedman, una estadounidense nacida en Portsmouth, estudiante de música de la Universidad de Boston que consiguió su doctorado en educación musical e intérprete de corno inglés. Oliver y Sue Knussen tuvieron una única hija, Sonya, que es mezzosoprano. De esta época son algunas obras para conjuntos instrumentales que tendrán muy buena acogida y serán interpretadas por conjuntos de todo el mundo: su Segunda Sinfonía (Margaret Grant Prize, Tanglewood 1971), Hums and Songs of Winnie-the-Pooh (1970-83), Océan de Terre (1972-3) y Ophelia Dances, Book 1 (Koussevitzky centennial commission, 1975).
En Inglaterra siguió componiendo y las nuevas obras le situaron en el centro de la escena musical británica: Trumpets (1975), Triptych (Autumnal, Cantata y Sonya's Lullaby, 1975-7), Coursing (1979) y sobre todo la Third Symphony (1973-79), estrenada por Michael Tilson Thomas en los Proms, con un clamoroso éxito, y que entre los más de 70 intérpretes contó con destacados músicos como Vladimir Ashkenazy, Andrew Davis, André Previn, sir John Pritchard, sir Simon Rattle, Esa-Pekka Salonen, su maestro Gunther Schuller y el propio compositor. 
La década de los 1980 la dedicó, principalmente, a su actividad como director de orquesta y a componer para la escena dos óperas para niños: Where the Wild Things Are (1979-83) y Higglety Pigglety Pop! (1984-90), ambas con libretos de Maurice Sendak basados en sus propios libros epónimos para niños.
Comenzó dirigiendo orquestas británicas —London Sinfonietta (a la que dirigió en una gira por la Unión Soviética y por Europa y de la que fue director musical entre 1998 y 2002 y ahora es Director Laureate), Orquesta Sinfónica de la BBC, Scottish Chamber Orchestra, Orquesta Philharmonia, City of Birmingham Orchestra y la BBC Proms— y luego por todo el mundo: en Estados Unidos —Orquesta Sinfónica de Chicago, Orquesta de Cleveland, Orquesta Filarmónica de Nueva York, Orquesta Sinfónica de Boston, Orquesta Filarmónica de Los Ángeles, Orquesta de Filadelfia, Orquesta Sinfónica de Atlanta, Tanglewood Music Center Orchestra, San Diego Symphony, St Paul Chamber Orchestra y New World Symphony—, en Canadá —Toronto Symphony y National Arts Centre Orchestra—, en Europa —Orquesta Real del Concertgebouw, Residentie Orchestra, Danish Radio, Orquesta Sinfónica de la Radio Finlandesa, Orquesta Sinfónica de la Radio de Baviera, Orquesta Filarmónica de Berlín, Orquesta de la Gewandhaus de Leipzig, Cologne Gurzenich Orchestra, y los ensembles contemporáneos, Asko Ensemble, Schoenberg Ensemble, Ensemble Modern y Avanti!—, en Japón — dirigió en el «Music Today Festival», en el Suntory Hall y en la Tokyo Opera City— y en Australia —en el «Melbourne Summer Music Festival».
Knussen fue codirector artístico del Aldeburgh Festival entre 1983 y 1998 y co-coordinador del «Contemporary Music Activities» en el Tanglewood Music Center de 1986 a 1998; ocupó la «Elise L. Stoeger Composer's Chair» de la «Chamber Music Society of Lincoln Center», en Nueva York, entre 1990-92; fue director invitado principal de la «Residentie Orchestra» de La Haya entre 1992 y 1998; y desde septiembre de 2006, artista asociado de la Birmingham Contemporary Music Group. Como director de orquesta grabó más de treinta discos compactos de música contemporánea, varios de los cuales han ganado premios internacionales.
En 1994 fue elegido miembro honorífico de la Academia Americana de las Artes y las Letras, y también fue nombrado Comandante del Imperio Británico (CBE). También es miembro de la Royal Philharmonic Society.
Se separó de Sue Knussen a mediados de la década de 1990, aunque siguieron teniendo una estrecha relación y ella continuó con su brillante carrera como productora y directora de programas de música para la televisión, para la BBC y Channel 4 (para quien realizó Leaving Home, una introducción a la música del siglo XX en una serie de siete programas de una hora presentados por Simon Rattle, que en 1996 ganó el premio a la Mejor Serie de Arte de la «British Academy of Film and Television Arts», BAFTA). A finales de la década de 1990, Sue Knussen se hizo cargo del departamento de educación de la Orquesta Filarmónica de Los Ángeles. 
Sue Knussen murió de una infección sanguínea en Londres en 2003. El Sue Knussen Composers Fund (anteriormente, Sue Knussen Commissioning Fund) «honra su memoria y legado profesional ... y ... encarga obras de compositores emergentes para ser interpretadas por ensembles de música contemporánea de todo el mundo».
Knussen vivió en Snape (Suffolk) —lugar de nacimiento de Britten y su base durante uno de sus períodos más creativos— que alberga algunos acontecimientos del cercano Festival de Aldeburgh Festival, en la sala de conciertos de la aldea de Maltings y que, desde 2003, ha sido la sede de la Snape Proms, que supuestamente rivaliza por audiencia con el Festival de Aldeburgh.
Knussen escribió sus Songs for Sue («Canciones para Sue»), una adaptación de cuatro poemas para soprano y 15 intérpretes, como un monumento homenaje a su difunta esposa, que tuvo su estreno mundial en Chicago en 2006.

... Sabía que había una serie de poemas de Dickinson dirigida a su hermana, Sue, de modo que en una semana he leído todos los 1700 poemas de Emily Dickinson ... y he copiado unos 35 a mano.  [...] No tengo ni idea de si las notas de esta pieza vienen de ... Parecía que querían ser escritas ... Yo no estaba seguro de si ... hay que dejar salir todo ... porque no quería que esto fuese una cosa auto-indulgente. Pero en realidad es muy restringido. No es un amplio trabajo -cerca de 13 minutos—, pero emocionalmente es una gran pieza .
Oliver Knussen.

## Catálogo de obras
| Año       | Opus      | Obra | Tipo de obra                   | Duración |
| --------- | --------- | --- | ------------------------------ | -------- |
| 1966-68   | s. op.    | Sinfonía nº 1. | Música orquestal (sinfonía)    | 24:00    |
| 1968-78   | Opus 02   | Processionals, para conjunto de cámara de 9 intérpretes. | Música instrumental (conjunto) | 10:00    |
| 1969      | s. op.    | Fire, para cuarteto (fl, vn, va, vc). | Música instrumental (cuarteto) | 06:00    |
| 1969      | Opus 03   | Mask, para flauta (optional glass chimes). | Música solista (flauta)        | 06:00    |
| 1969-2002 | Opus 05   | Symphony in one movement. | Música orquestal (sinfonía)    | 20:00    |
| 1970      | s. op.    | Concierto para Orquesta (rev. 1974). | Música orquestal (concierto)   | 20:00    |
| 1970-83   | Opus 06a  | Three Little Fantasies (rev. 1983), para quinteto de vientos. | Música instrumental (conjunto) | 07:00    |
| 1970-71   | Opus 07   | Sinfonía nº 2, para soprano agudo y pequeña orquesta. (Margaret Grant Prize, Tanglewood 1971)                                                                                                   | Música orquestal (sinfonía)    | 17:00    |
| 1970-83   | Opus 06   | Hums and Songs of Winnie the Pooh, soprano y conjunto de cámara de 5 intérpretes (rev. 1983).                                                                                                   | Música vocal (instrumentos)    | 13:00    |
| 1971      | s. op.    | Praeludia, para fl, cl, pf. | Música instrumental (trio)     | 06:00    |
| 1971      | s. op.    | Turba, para doublebass. | Música solista (contrabajo)    | 06:00    |
| 1972      | Opus 08   | Choral, para saxofones, percusión y cuerdas (rev. 1981). | Música instrumental (conjunto) | 10:00    |
| 1972      | Opus 09   | Rosary Songs [1. An die Schwester; 2. Naehe des Todes; 3. Amen], para sop, cl, pf, va. | Música vocal (instrumentos)    | 14:00    |
| 1972-83   | Opus 11   | Music for a Puppet Court (Puzzle pieces for two chamber orquestas after John Lloyd (XVIth century)).                                                                                            | Música orquestal               | 10:00    |
| 1972-73   | Opus 10   | Ocean de terre, para soprano y ensemble (fl/afl, cl/bcl, 1/2perc, pf/cel, vn, vc, db)(rev. 1976).                                                                                               | Música vocal (instrumentos)    | 12:00    |
| 1973-79   | Opus 18   | Sinfonía nº 3. | Música orquestal (sinfonía)    | 15:00    |
| 1975      | Opus 12   | Trumpets (Georg Trakl), para soprano y tres clarinetes. | Música vocal (instrumentos)    | 04:00    |
| 1975      | Opus 13   | Ophelia Dances Book 1, para conjunto de cámara de 9 intérpretes. ( Encargo para el centenario de Koussevitzky)                                                                                  | Música instrumental (conjunto) | 08:00    |
| 1975-86   | Opus 19a  | Frammenti da «Chiara», para coro femenino SA: 24 voces en 2 coros antifonales. | Música coral (capella)         | 08:00    |
| 1977      | Opus 14   | Autumnal. Triptych Part 1 [1.Nocturne; 2.Serenade], para piano y violín. | Música instrumental (dúo)      | 07:00    |
| 1977      | Opus 15   | Cantata, para oboe y trío de cuerdas. | Música instrumental (conjunto) | 10:00    |
| 1977-78   | Opus 16   | Sonya's Lullaby. Triptych Part 2, para piano solo. | Música solista (piano)         | 06:00    |
| 1979      | Opus 17   | Coursing. Etude no. 1 (revised 1981), para orquesta de cámara de 14 intérpretes. | Música instrumental (conjunto) | 06:00    |
| 1979-81   | Opus 20a  | Songs and A Sea Interlude, de la ópera «Where The Wild Things Are». | Música orquestal               | 17:00    |
| 1979-83   | Opus 20   | Where The Wild Things Are. Ópera Fantasía en un acto, nueve escenas. | Música de ópera                | 40:00    |
| 1983      | Opus 20b  | The Wild Rumpus, de la ópera: «Higgelty Piggelty Pop». | Música orquestal               | 05:00    |
| 1984-90   | Opus 21   | Higglety Pigglety Pop! (version 1999). | Música de ópera                | 60:00    |
| 1986      | s. op.    | Fanfares for Tanglewood, 13 brass y percusión en 3 grupos. | Música instrumental (conjunto) | 02:00    |
| 1987      | s. op.    | Variations on Sumer Is Icumen In, para orquesta. | Música orquestal               | 02:00    |
| 1987      | s. op.    | Perotin: Alleluya Nativitas, para quinteto de vientos. | Música instrumental (conjunto) | 08:00    |
| 1988      | Opus 23   | Four Late Poems And An Epigram, para soprano sin acompañamiento. | Música coral (capella)         | 09:00    |
| 1988-90   | Opus 21a  | The Way to Castle Vonder, de la ópera «Higglety Pigglety Pop», para orquesta. | Música orquestal               | 08:00    |
| 1988-93   | Opus 22   | Flourish with Fireworks. | Música orquestal               | 05:00    |
| 1989      | Opus 24   | Variations for piano. | Música solista (piano)         | 07:00    |
| 1990      | s. op.    | Secret Song, para violín solista. | Música solista (violín)        | 04:00    |
| 1990      | s. op.    | Secret Psalm, para violín solista. | Música solista (violín)        | 05:00    |
| 1990      | s. op.    | National Anthem, para orquesta. | Música orquestal               | 01:00    |
| 1991      | Opus 25   | Whitman Settings, para soprano y piano. | Música vocal (piano)           | 07:00    |
| 1991      | Opus 26a  | Elegiac Arabesques. In memory of Andrzej Panufnik, para corno inglés y clarinete. | Música instrumental (dúo)      | 04:00    |
| 1991-92   | Opus 25a  | Whitman Settings. 4 songs. [I. When I Heard The Learn'd Astronomer - II. A Noiseless Patient Spider - The Dalliance Of The Eagles - IV. The Voice Of The Rain] Version para soprano y orquesta. | Música orquestal               | 07:00    |
| 1991-92   | Opus 26   | Songs without Voices, cuatro piezas para 8 intérpretes. | Música instrumental (conjunto) | 11:00    |
| 1993      | s. op.    | Scriabin Settings, para ensemble. | Música instrumental (conjunto) | 08:00    |
| 1994      | Opus 28   | Concierto para Trompa. | Música orquestal (concierto)   | 13:00    |
| 1994      | Opus 27No | Organum, para gran conjunto de cámara. | Música instrumental (conjunto) | 04:00    |
| 1994      | s. op.    | Opening Signal, para conjunto instrumental (2 pic, 3hn, 3tpt, 3trb, tuba, 3perc). | Música instrumental (conjunto) | 02:00    |
| 1994-95   | Opus 27   | Two Organa, para gran conjunto instrumental. | Música instrumental            | 06:00    |
| 1994-95   | Opus 27.1 | Notre Dame des Jouets, organum de una caja de música para gran conjunto de cámara. | Música instrumental (conjunto) | 02:00    |
| 1995      | s. op.    | ... Upon a Note. Fantazia after Purcell, para conjunto de cámara de 4 intérpretes (cl, vn, vc, pf).                                                                                             | Música instrumental (cuarteto) | 03:00    |
| 1997      | Opus 29   | Prayer Bell Sketch, para piano. | Música solista (piano)         | 06:00    |
| 2002      | Opus 30   | Concierto para violín. | Música orquestal (concierto)   | 17:00    |
| 2004      | s. op.    | Fragment from Ophelia's Last Dance, para piano. | Música solista (piano)         | -        |
| 2005-06   | Opus 33   | Songs for Sue, para soprano y conjunto de 15 intérpretes. | Música vocal (instrumentos)    | 12:00    |
| 2006      | s. op.    | ... upon one note, según Henry Purcell, para conjunto de cámara de 4 intérpretes. | Música instrumental (cuarteto) | 03:00    |